# 환진
환진(桓振, ? ~ 405년)은 중국 오호십육국시대 동진의 인물로 환온의 동생인 정서장군(征西將軍) 환활(桓豁)의 손자이자, 관군장군(冠軍將軍) 환석건(桓石虔)의 아들로, 환초를 세운 환현의 조카이다. 환현이 사망한 후에도 환초의 남은 무리를 이끌고 동진에 저항하다 전사하였다.

## 생애
400년 3월, 환현이 형주자사에 임명되었을 무렵, 환진은 양무장군(揚武將軍)·회남태수로 있었다. 그러다가 후에 강하내사로 전임되었다. 그러나 성품이 좋지 못하다는 이유로 면직당했고, 후에 숙부 환현이 황제로 즉위했을 때에도 다른 환씨 자제들을 등용했지만 환진은 등용하지 않았다.
404년 유유가 군사를 일으켜 환현을 공격하자 환현은 패해 서쪽으로 도주했으나 촉(蜀)에서 붙잡혀 처형당하고 만다. 당시 강릉도 동진군이 차지하자 환진은 지금의 감리현(監利縣) 북쪽에 은신했고 파릉(巴陵)에 주둔하던 환현의 옛 부하 왕치휘(王致徽)가 환진에게 사람을 보내 환흠(桓歆)이 건강(建康)을 차지했다고 거짓으로 알려 환진은 세를 모아 강릉을 습격하였다. 참고로 이때 환겸도 독자적인 세력을 이끌고 있었다.
환진은 강릉에 입성하자 환초를 배반하고 동진에 합류한 왕강산(王康產), 왕등지(王騰之)를 죽이고 진안제가 있는 남군부(南郡府)에 도착했고, 환겸의 아들 환승(桓昇)이 처형당했다는 사실에 크게 분노해 진안제를 죽이려 했다. 하지만 환겸이 환진을 말렸고 환겸은 안제에게 전국옥새를 반납하였다. 그러자 환진은 자신의 심복들을 진안제의 곁에 두고 장군 및 자사로 봉했으며 환현에게 애도를 표하고 시호를 무도황제(武悼皇帝)라 하였다.
환진의 세력은 강릉을 차지했으나 환씨의 잔당은 형주 일대에 머물렀고 환진이 환겸에게 말했다.
 公（桓玄）當日不任用我，導此這個下場。假若公還在，我當前鋒，天下就大定了。現在只佔有江陵，哪裏是歸處呀？

 
공(환현)이 그날 저를 임용하지 않아 이런 일이 발생했습니다. 만약 공(환겸)이 있다면, 내가 군림한다면, 천하의 일을 제대로 결정할 것입니다. 일단 지금은 강릉을 점유하고 있다만, 어디가 귀환할 곳입니까?

이후 환진은 주색, 주살 등 폭정을 행했다. 동년 유의(劉毅)가 왕치휘를 공격하자 하무기(何無忌) 등은 마두(馬頭)에서 환겸군을 격파하고 그 여세를 몰아 환진 치하의 강릉으로 진격하자 환진은 영계(靈溪)에서 동진군을 격파하였다. 결국 동진은 심양(尋陽)을 환진에게 넘겼다.
405년 남양태수 노종지(魯宗之)가 군사를 일으켜 양양(襄陽)을 공격하자 옹주자사 환울(桓蔚)을 보내 그를 막게 하였다. 그러나 환울이 패해 유의 등이 자신의 근거지에 오자 환진은 진안제를 납치해 형주, 강주와 교환할 것을 요구했으나 유의는 거부하였고, 이틀 뒤 노종지가 환진의 부하 온해(溫楷)를 격파한 후 강릉 환진의 관저에서 십여 리 떨어진 성에 입성하였다. 환진은 환겸 등을 남겨두고 군사를 모아 노종지와 싸우게 되었으나 패했고 강릉은 유의에게 함락되어 방화되었다. 이후 환진은 자신의 세력이 궤멸된 것을 깨닫자 운천(濦川)으로 도주하였다.
같은 해 3월, 환진은 운성(雲城)에서 강릉을 공격해 형주자사 사마휴(司馬休)가 도주하는 것으로 강릉을 함락하곤 형주자사를 참칭하였다. 동진군 유회숙(劉懷肅)이 군사를 이끌고 환진과 지금의 후베이 강릉서(江陵西)에서 맞붙었으며 환진의 세력수가 현저히 적었으나 사력을 다했고 환진의 실력으로 인해 아무도 그를 막지 못했다. 결국 유의와 당흥(唐興)이 유회숙을 도와 참전했으며 환진은 술에 취한 상황에서 당흥이 쏜 화살에 맞아 전사하고 말았다. 이후 강릉은 다시 동진에게 반납되었다.